# Autosomal-rezessive primäre Mikrozephalie
Die Autosomal-rezessive primäre Mikrozephalie ist eine seltene angeborene Erkrankung mit Störung der Gehirnentwicklung und den Hauptmerkmalen eines verminderten Kopfumfanges bei Geburt ohne ausgeprägte Anomalien und einer unterschiedlich ausgeprägten Geistigen Behinderung.
Synonyme sind: Echte Mikrozephalie; lateinisch Microcephalia vera; MCPH, Akronym für MikroCephalie, Primäre, Hereditäre

## Verbreitung
Die Häufigkeit ist nicht bekannt, bislang wurde über etwa 200 Familien berichtet. Die Erkrankung wird vermehrt in Nordpakistan, in Asien und dem mittleren Osten angetroffen. Die Vererbung erfolgt autosomal-rezessiv.

## Ursachen und Einteilung
Auf der Basis nachgewiesener Mutationen können folgende Subtypen unterschieden werden:
- MCPH1 (Microcephaly 1, primary, autosomal recessive; Premature Chromosome Condensation With Microcephaly And Mental Retardation; Premature Chromosome Condensation Syndrome; Pcc Syndrome), Mutationen im MCPH1-Gen im Chromosom 8 am Genort p23.1[3]
- MCPH2 (Microcephaly 2, primary, autosomal recessive, with or without cortical malformations), Mutationen im WDR62-Gen im Chromosom 19 an q13.12[4]
- MCPH3, Mutationen im CDK5RAP2-Gen im Chromosom 9 an q33.2[5]
- MCPH4 Mutationen im CASC5-Gen im Chromosom 15 an q15.1[6]
- MCPH5 mit Mutationen im ASPM-Gen im Chromosom 1 an q31.3[7]
- MCPH6 mit Mutationen im CENPJ-Gen im Chromosom 13 an q12.12-q12.13[8]
- MCPH7 mit Mutationen im STIL-Gen im Chromosom 1 an p33[9]
- MCPH8 mit Mutationen im CEP135-Gen im Chromosom 4 an q12[10]
- MCPH9 mit Mutationen im CEP152-Gen im Chromosom 15 an q21.1[11]
- MCPH11 mit Mutationen im PHC1-Gen im Chromosom 12 an p13.31[12]
- MCPH12 mit Mutationen im CDK6-Gen im Chromosom 7 an q21.2[13]
- MCPH14 mit Mutationen im SASS6-Gen im Chromosom 1 an p21.2[14]
- MCPH15 mit Mutationen im MFSD2A-Gen im Chromosom 1 an p34.2[15]

## Klinische Erscheinungen
Klinische Kriterien sind:
- Bereits bei Geburt verminderter Kopfumfang um mindestens 2 Standardabweichungen.
- Langsames Schädelwachstum mit gegenüber den Perzentilen zurückbleibender Kopfumfang
- Gering bis mäßig ausgeprägte, nicht zunehmende geistige Beeinträchtigung.
- Verzögerte motorische und sprachliche Entwicklung
- Keine neurologischen Störungen
- Häufig Hyperaktivität, in 10 % Krampfanfälle

## Diagnostik
Die Diagnose ergibt sich aus dem klinischen Befund.
Die Kernspintomographie zeigt ein proportional verkleinertes, ansonsten weitgehend unauffälliges Gehirn.
Bei bekannter Mutation ist eine pränatale Diagnostik möglich.